# Proshapalopus amazonicus
Proshapalopus amazonicus là một loài nhện trong họ Theraphosidae. Chúng được miêu tả năm 2001 bởi Bertani.